# Darien Nelson-Henry
Darien Nelson-Henry (Kirkland, 17 febbraio 1994) è un cestista statunitense.

## Palmarès
- Campionato austriaco: 1

Kapfenberg Bulls: 2018-19
- British Basketball League: 1

Leicester Riders: 2021-22
- Coppa d'Austria: 1

Kapfenberg Bulls: 2019